# Văleni, Maramureș

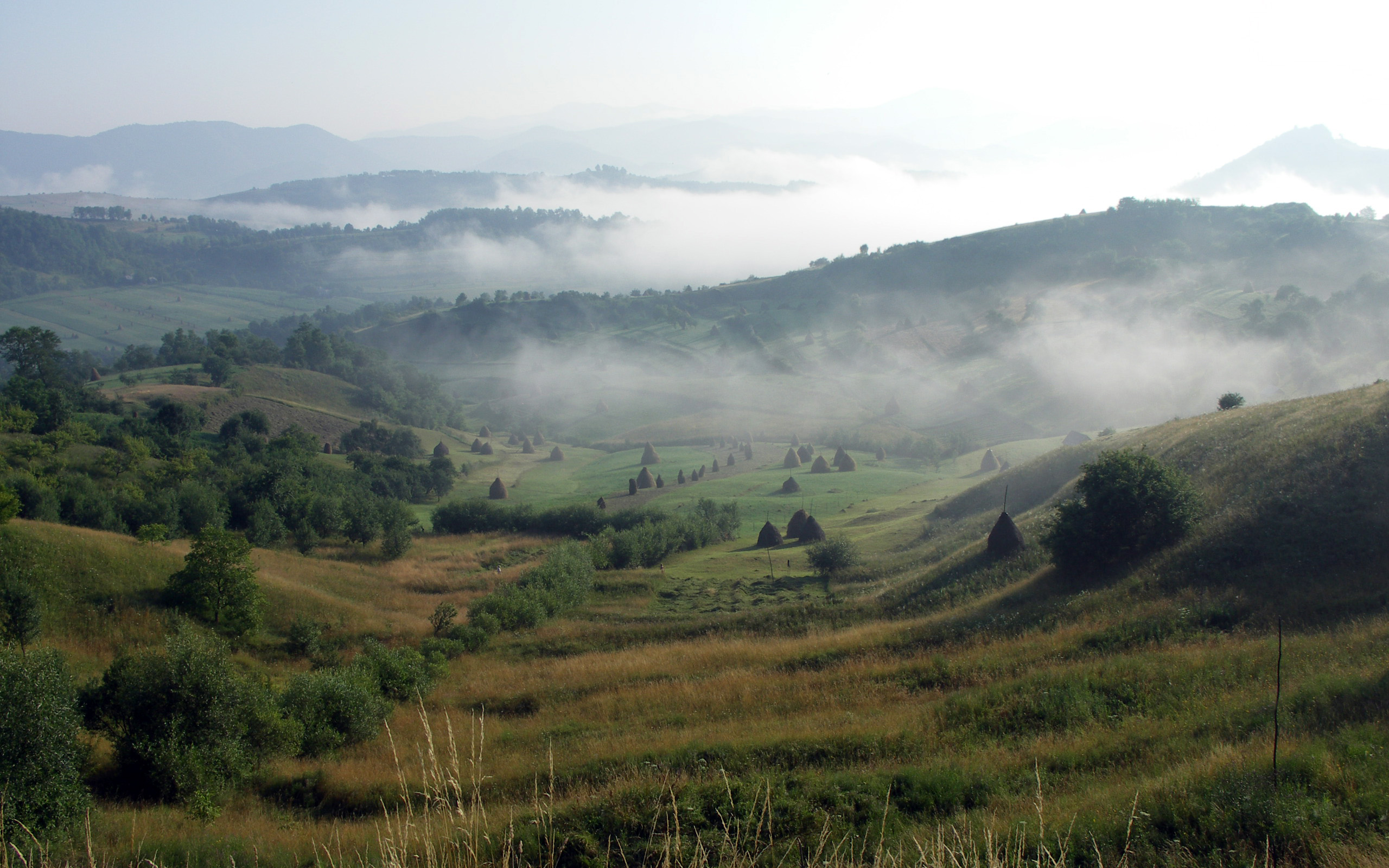
Valea Izei în Văleni

Văleni este un sat în comuna Călinești din județul Maramureș, Transilvania, România.

## Istoric
Prima atestare documentară: 1405 (Pathak). 

## Etimologie
Etimologia numelui localității: Din n. grup văleni < subst. vale + suf. -eni. 

## Demografie
La recensământul din 2011, populația era de 1.323 locuitori. 

## Manifestări tradiționale locale
- Herdet’ișurile din Văleni (obicei folcloric; luna decembrie). Obiceiul are loc în ziua de Crăciun, la orele prânzului, în centrul satului. Un grup de feciori, acoperiți cu măști zoomorfe citesc „vestirile” („herdet’ișurile”), texte versificate cu caracter ironic și moralizator adresate tinerilor necăsătoriți din sat.
- Învârtita vălenarilor (obicei folcloric; luna iunie).

## Personalități locale
- Tiberiu Utan (1930-1994), poet, redactor-șef la „Gazeta literară” și la Editura Tineretului, director la Editura Ion Creangă. Vol. Versuri (1961), premiul George Coșbuc al Academiei Române; Steaua singurătății (1968), Legende române (1985) etc.
- Ioan Godja-Ou (n. 1919), autorul monografiei satului.

## Lăcașuri de cult
- Biserica de lemn din Văleni, Maramureș